# Quatro Cantos (Canadá)

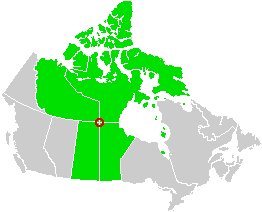
Mapa destacando os cantos das quatro províncias e territórios canadenses que teoricamente se encontram.

Os quatro cantos das subdivisões políticas canadenses se encontram hipoteticamente em um ponto próximo a 60ºN 102°W. São formados pelas províncias de Manitoba e Saskatchewan e pelos territórios dos Territórios do Noroeste e Nunavut.